# 벵겔라주

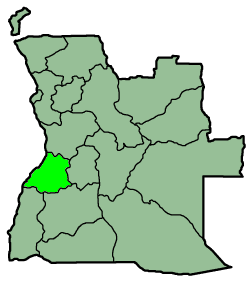
벵겔라 주의 위치

벵겔라주(Benguela)는 앙골라의 주로, 주도는 벵겔라이며 면적은 31,788km2, 인구는 약 600,000명이다. 1988년 미국 정부의 통계 자료에 따르면 도시 지역에 거주하는 인구는 297,700명, 농촌 지역에 거주하는 인구는 308,800명이었으며 총 606,500명이 거주하고 있었다.